# Rintaro
Rintaro (りんたろう, Rintarō) (22 de gener de 1941) és el pseudònim de Shigeyuki Hayashi (林 重行, Hayashi Shigeyuki), un conegut director d'anime. Treballa sovint amb l'estudi d'animació Madhouse (que va cofundar), i que és un director freelance que no treballa directament per cap estudi. Va començar a treballar a la indústria de l'animació, als 17 anys, com a animador intermedi de la pel·lícula de 1958 Hakujaden. Les seves obres han guanyat i han estat nominades a diversos premis, inclosa una nominació a la millor pel·lícula (Metropolis) al XXXIV Festival Internacional de Cinema Fantàstic de Catalunya.
Rintaro és un aficionat a la ciència-ficció, i ha estat influenciat pels western, pel·lícules de gàngsters, cinema negre i pel·lícules franceses. A més, va ser influenciat per Osamu Tezuka, i va treballar amb ell a Janguru Taitei i Astro Boy. Va dir que quan estava fent Metropolis, que es basava en el manga homònim de Tezuka, "volia comunicar l'esperit de Tezuka". Rintaro va presentar personalment la pel·lícula al Big Apple Anime Fest el 2001, on es va projectar abans de la seva estrena en cinemes per TriStar Pictures.
Rintaro també ha treballat amb el nom de'Kuruma Hino, a més del seu pseudònim més conegut i el seu nom de naixement Taro Rin. Es membre fundador de l’ Associació de Creadors d’Animació Japonesa (JAniCA) labor group.

## Biografia
Rintaro va néixer a Tòquio. El seu primer treball a la indústria de l'animació va ser com a animador intermedi a la pel·lícula de 1958 Hakujaden, en la qual va treballar mentre treballava a Toei Animation. Després de treballar en dues pel·lícules addicionals allà, va començar a treballar per a Mushi Productions, l'estudi dirigit per Osamu Tezuka. El seu primer treball de direcció va ser el quart episodi de la sèrie de 1963 Astro Boy. Després de deixar Mushi el 1971 per convertir-se en autònom, va treballar. en moltes sèries de televisió i pel·lícules, i es va consolidar com un dels directors d'anime més respectats i coneguts del Japó.
En els darrers anys, Rintaro ha impartit conferències a la Universitat Kyoto Seika.
El 2023, un curtmetratge dirigit per Rintaro, Yamanaka Sadao ni Sasageru Manga Eiga 'Nezumikozō Jirokichi' , es va estrenar al 1r Festival Internacional de Cinema d'Animació de Niigata.
El germà de Rintaro, Masayuki Hayashi, és el mateix director i animador d'anime amb crèdits com Wandering Sun, Janguri Totei, Combattler V i diverses produccions de Tatsunoko, com ara Kerokko Demetan, Dash Kappei, The Littl' Bits , i Okawari Boy Starzan S. Algunes fonts, inclosa The Anime Encyclopedia, afirmen erròniament que "Masayuki Hayashi" i "Rintaro" són la mateixa persona.

## Filmografia

### Pel·lícules
| Any  | Títol                           | Director | Productor   | Guionista | Notes                             |
| ---- | ------------------------------- | -------- | ----------- | --------- | --------------------------------- |
| 1964 | Mighty Atom, the Brave in Space | Sí       | No          | Sí        | Com Shigeyuki Hayashi             |
| 1979 | Galaxy Express 999              | Sí       | No          | No        |                                   |
| 1981 | Adieu Galaxy Express 999        | Sí       | No          | No        |                                   |
| 1983 | Harmagedon                      | Sí       | No          | No        |                                   |
| 1985 | Kamui no Ken                    | Sí       | Sí          | No        |                                   |
| 1986 | Phoenix: Karma Chapter          | Sí       | Sí          | No        |                                   |
| 1986 | Toki no Tabibito: Time Stranger | No       | Sí          | No        |                                   |
| 1996 | X                               | Sí       | No          | Sí        |                                   |
| 2000 | Reign: The Conqueror            | Sí       | Supervising | No        | Codirigida amb Yoshinori Kanemori |
| 2001 | Metropolis                      | Sí       | No          | No        |                                   |
| 2009 | Yona Yona Penguin               | Sí       | No          | No        |                                   |

### Curtmetratges
| Any  | Títol                                                        | Director | Guionista | Notes                |
| ---- | ------------------------------------------------------------ | -------- | --------- | -------------------- |
| 1978 | Mystery of the Arcadia                                       | Sí       | No        |                      |
| 1987 | Labyrinth Labyrinthos                                        | Sí       | Sí        | Segment de Neo Tokyo |
| 2023 | Yamanaka Sadao ni Sasageru Manga Eiga 'Nezumikozō Jirokichi' | Sí       | No        |                      |

### Original Video Animation
| Any  | Títol                                             | Director | Guionista | Notes                                                    |
| ---- | ------------------------------------------------- | -------- | --------- | -------------------------------------------------------- |
| 1987 | Take the X Train                                  | Sí       | Sí        |                                                          |
| 1988 | Deimosu no Hanayome                               | Sí       | No        |                                                          |
| 1988 | Matasaburo of the Winds                           | Sí       | Sí        |                                                          |
| 1988 | Kujaku Ō                                          | Sí       | No        |                                                          |
| 1991 | Doomed Megalopolis                                | No       | Sí        | Episodi 4: "The Battle for Tokyo"; També director en cap |
| 1992 | Download: Devil's Circuit                         | Sí       | Sí        |                                                          |
| 1993 | X² - Double X                                     | Sí       | No        |                                                          |
| 1994 | Spirit Warrior                                    | Sí       | No        | 2 episodes                                               |
| 1994 | Final Fantasy: Legend of the Crystals             | Sí       | No        | 4 episodis                                               |
| 2002 | Space Pirate Captain Herlock: The Endless Odyssey | Sí       | No        | 13 episodis                                              |

### Sèries de televisió
| Any       | Títol                                      | Director | Guionistda | Notes                                                                                    |
| --------- | ------------------------------------------ | -------- | ---------- | ---------------------------------------------------------------------------------------- |
| 1963      | Astro Boy                                  | Sí       | No         | Episodi "Don Tay's Infernal Machine"                                                     |
| 1965-1967 | Janguru Taitei                             | Sí       | No         | 10 episodis                                                                              |
| 1968      | Wanpaku Tanteidan                          | Sí       | No         |                                                                                          |
| 1968      | Sabu to Ichi Torimono Hikae                | Sí       | No         | 6 episodis                                                                               |
| 1969      | Moomin                                     | Sí       | No         |                                                                                          |
| 1972      | New Moomin                                 | Sí       | No         |                                                                                          |
| 1974      | Hoshi no Ko Chobin                         | Sí       | No         |                                                                                          |
| 1975      | Wanpaku Omukashi Kumu Kumu                 | Sí       | No         |                                                                                          |
| 1975-1977 | Manga Nihon Mukashi Banashi                | Sí       | No         | 3 episodis; Codirigida amb Mitsuo Kobayashi i Tsuneo Maeda                               |
| 1976      | UFO Warrior Dai Apolon                     | Sí       | No         | episodi "Invasion of the Demon Beast Bagladon from the Dark Nebula"                      |
| 1977      | Jetter Mars                                | Sí       | No         | 27 episodis; També productor                                                             |
| 1977-1978 | Arrow Emblem: Hawk of the Grand Prix       | Sí       | No         | 26 episodis                                                                              |
| 1978-1979 | Space Pirate Captain Harlock               | Sí       | No         | 42 episodis                                                                              |
| 1980      | Ganbare Genki                              | Sí       | No         | 35 episodis                                                                              |
| 1982      | Tiger Mask II                              | Sí       | No         | 1 episodi                                                                                |
| 1982      | I Am a Cat                                 | Sí       | No         | Telefilm                                                                                 |
| 1989      | The Tezuka Osamu Story: I Am Son Goku      | Sí       | Sí         | Telefilm                                                                                 |
| 1989      | The New Adventures of Kimba The White Lion | Sí       | No         |                                                                                          |
| 1989-1990 | Dragon Quest                               | Sí       | No         | 15 episodis                                                                              |
| 2005      | Manga Entertainment: The Art of Anime      | Sí       | Sí         |                                                                                          |
| 2011      | Wolverine                                  | Sí       | No         | episodi "Mariko"; Codirigida amb Hajime Ootani i Hiroshi Aoyama                          |
| 2012      | Lupin VIII                                 | Sí       | No         | Episodi pilot d’una sèrie de televisió cancel·lada. Estrenada en vídeo domèstic el 2012. |

## Llibres
- Galaxy Express 999 movie Storyboard (映画「銀河鉄道999」絵コンテ帳). Fukkan.com , 2019. ISBN 978-4835456409